# Sin-iribam
Sin-iribam (akad. Sîn-irībam) – władca mezopotamskiego miasta Uruk, panujący w XIX w. p.n.e., następca Sin-kaszida. Jak dotychczas nie odnaleziono żadnych jego inskrypcji, co może wskazywać, iż rządził dość krótko. Znany jest jedynie ze swych „nazw rocznych”.